# 杰米·肖尔
杰米·肖尔（英語：Jamie Shore，1977年9月11日—）是一名英格蘭已退役足球運動員，司職中場。

## 職業生涯
肖尔年青時在家鄉布里斯托學習踢球，12歲時被诺维奇城球探看上而加入該球會，17歲生日時便與球會簽下首份職業合約。
簽約後五星期，在一場東南郡青年聯賽對阿仙奴的比賽，他膝蓋受傷，此傷可能導致他提前終止職業足球生涯。
1998年他赴阿士東維拉試訓不成功後，他轉投布里斯托尔流浪者並首次在職業聯賽上場，但他的膝傷復發使他24歲時便提早退役，他職業生涯在各項賽事只上場29次及打進5球。
從職業足球退役後，他轉在業餘球隊布里斯灵顿和曼戈茨菲爾德聯踢球。此外他亦在BBC布里斯批電台擔任足球評述員，並設立杰米·肖尔國際足球學校。
2017年10月，他赴约维尔出任一隊教練一職，此前他曾在該球會出任U18主教練。